# Al-Quwa Al-Jawiya
L'Al-Quwa Al-Jawiya (in arabo نادي القوة الجوية الرياضي‎?, Club atletico delle Forze aeree) è una società calcistica irachena di Rusafa, distretto amministrativo di Baghdad. Fondata nel 1931, milita nella Prima Lega, la massima divisione del campionato iracheno di calcio. È la più antica squadra di calcio irachena.
Vanta la vittoria di 7 campionati iracheni,  4 Coppe d'Iraq e 2 supercoppe nazionali. A questi trofei si affiancano 3 Coppe d'Élite irachene, un campionato iracheno degli istituti, 4 campionati della Federazione calcistica dell'Iraq, una Coppa della Federazione calcistica dell'Iraq e 2 Coppe della Perseveranza della Federazione calcistica dell'Iraq. È uno degli unici due club ad aver vinto tutte le competizioni nazionali in una sola annata, nella stagione 1996-1997.
A livello continentale, l'Al-Quwa Al-Jawiya ha vinto tre volte la Coppa dell'AFC. Dal 2002 ad oggi, anno della sua fondazione, ha partecipato tre volte all'AFC Champions League, senza mai riuscire a superare la fase a gironi. Nella stagione 2012-2013, la squadra ha raggiunto i quarti di finale della Champions League araba.

## Storia
La Forza aerea dell'Iraq è stata costituita il 22 aprile 1931: la sua divisione calcistica, l'Al-Quwa Al-Jawiya, è stata fondata 74 giorni dopo, il 4 luglio.

## Palmarès

### Competizioni nazionali
- Campionato iracheno: 7

1974-1975, 1989-1990, 1991-1992, 1996-1997, 2004-2005, 2016-2017,  2020-2021
- Coppa d'Iraq: 6

1977-1978, 1991-1992, 1996-1997, 2015-2016, 2020-2021, 2022-2023
- Coppa d'Élite irachena: 3

1994, 1996, 1998
- Supercoppa d'Iraq: 2

1997, 2001
- Campionato iracheno degli istituti: 1

1973-1974
- Campionato della Federazione calcistica dell'Iraq: 3

1957-1958, 1961-1962, 1963-1964, 1972-1973
- Coppa della Federazione calcistica dell'Iraq: 1

1973-1974
- Coppa della Perseveranza della Federazione calcistica dell'Iraq: 2

1962, 1964

### Competizioni internazionali
- Coppa dell'AFC: 3

2016, 2017, 2018

### Altri piazzamenti
- Campionato iracheno:

Secondo posto: 1975-1976, 1981-1982, 1993-1994, 1994-1995, 1997-1998, 1999-2000, 2000-2001, 2001-2002, 2006-2007, 2014-2015, 2017-2018, 2018-2019
Terzo posto: 2012-2013
- Coppa d'Iraq:

Finalista: 1988-1989, 1997-1998, 1999-2000
- Coppa d'Élite irachena:

Finalista: 1991, 1992, 1993, 1995, 1999
- Supercoppa d'Iraq:

Secondo posto: 2000, 2002, 2017
- Campionato della Federazione calcistica dell'Iraq:

Secondo posto: 1956-1957, 1959-1960, 1965-1966, 1966-1967, 1968-1969
- Coppa della Perseveranza della Federazione calcistica dell'Iraq:

Finalista: 1966

## Organico

### Rosa
| N. |                    | Ruolo | Calciatore        |
| -- | ------------------ | ----- | ----------------- |
| 1  | Iraq (bandiera)    | P     | Fahad Talib       |
| 2  | Iraq (bandiera)    | D     | Samal Saeed       |
| 4  | Iraq (bandiera)    | D     | Qays Muqdad       |
| 5  | Iraq (bandiera)    | C     | Ahmed Abdul-Ridha |
| 6  | Iraq (bandiera)    | D     | Sameh Saeed       |
| 7  | Iraq (bandiera)    | A     | Karrar Ali        |
| 8  | Iraq (bandiera)    | C     | Salih Sadir       |
| 9  | Iraq (bandiera)    | A     | Emad Mohsin       |
| 10 | Iraq (bandiera)    | A     | Hammadi Ahmad     |
| 11 | Iraq (bandiera)    | C     | Humam Tariq       |
| 13 | Iraq (bandiera)    | C     | Fahad Kareem      |
| 15 | Croazia (bandiera) | D     | Sanin Muminović   |
| 17 | Iraq (bandiera)    | A     | Ali Yousif        |
| 18 | Siria (bandiera)   | C     | Zaher Midani      |
| 19 | Iraq (bandiera)    | C     | Mohammad Nasser   |

| N. |                    | Ruolo | Calciatore       |
| -- | ------------------ | ----- | ---------------- |
| 20 | Iraq (bandiera)    | C     | Taher Hameed     |
| 21 | Iraq (bandiera)    | P     | Amjad Raheem     |
| 22 | Iraq (bandiera)    | P     | Hasanain Jabber  |
| 23 | Iraq (bandiera)    | A     | Shihab Razzaq    |
| 24 | Iraq (bandiera)    | A     | Alaa Adnan       |
| 28 | Iraq (bandiera)    | C     | Thamer Barghash  |
| 29 | Iraq (bandiera)    | A     | Amjad Radhi      |
| 30 | Iraq (bandiera)    | C     | Mustafa Hussein  |
| 33 | Iraq (bandiera)    | D     | Ali Bahjat       |
| 34 | Iraq (bandiera)    | D     | Mustafa Mohammed |
| 35 | Iraq (bandiera)    | A     | Adnan Mohammed   |
| 36 | Croazia (bandiera) | D     | Sebastijan Antić |
| 39 | Iraq (bandiera)    | C     | Ahmad Abdulameer |
| 40 | Iraq (bandiera)    | P     | Haider Raad      |
| 41 | Iraq (bandiera)    | C     | Ahmed Ayad       |